# Tiphys torris
Tiphys torris är en kvalsterart som först beskrevs av Otto Friedrich Müller 1776. Tiphys torris ingår i släktet Tiphys och familjen Pionidae. Utöver nominatformen finns också underarten T. t. torris.